# Roussette de Madagascar
Rousettus madagascariensis
Espèce
Statut de conservation UICN

 VU  : Vulnérable
La Roussette de Madagascar ou Roussette malgache (Rousettus madagascariensis) est une espèce de roussette endémique de l'île de Madagascar. Elle est menacée par la déforestation de la forêt tropicale.